# Arístides Calvani (paroisse civile)
Arístides Calvani est l'une des neuf paroisses civiles de la municipalité de Cabimas dans l'État de Zulia au Venezuela. Elle constitue la plus étendue et la moins peuplée des paroisses civiles de la municipalité, représentant plus des deux tiers de la superficie totale et à peine 2% de sa population. Sa capitale est Palito Blanco

## Étymologie

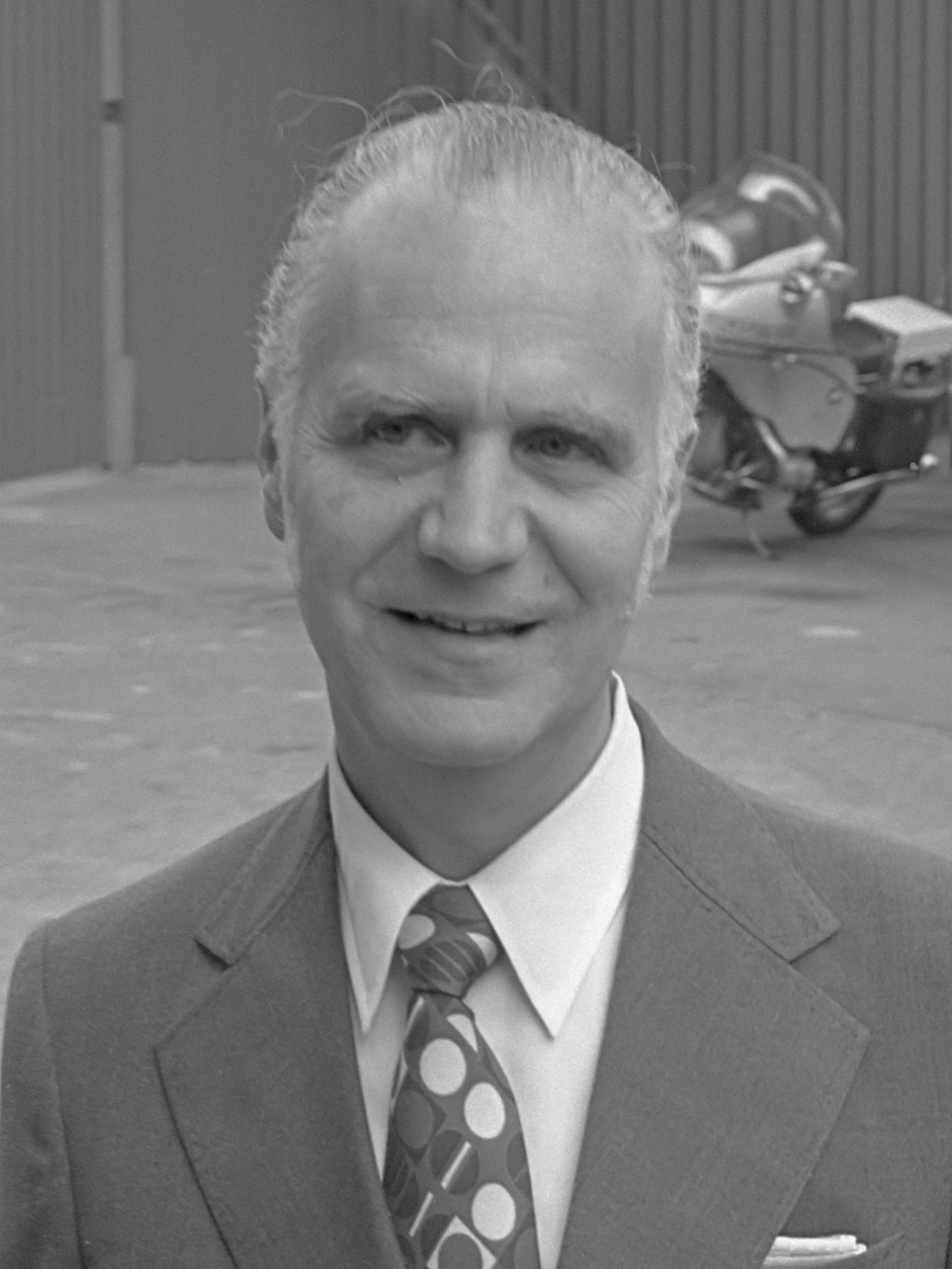
Arístides Calvani (1918-1986) en 1972.

La paroisse est nommée en l'honneur de l'homme politique, diplomate et académicien vénézuélien Arístides Calvani (1918-1986), plusieurs fois députés à l'Assemblée nationale du Venezuela, également sénateur, et ministre des Relations extérieures du Venezuela de 1969 à 1974.

## Géographie

### Situation

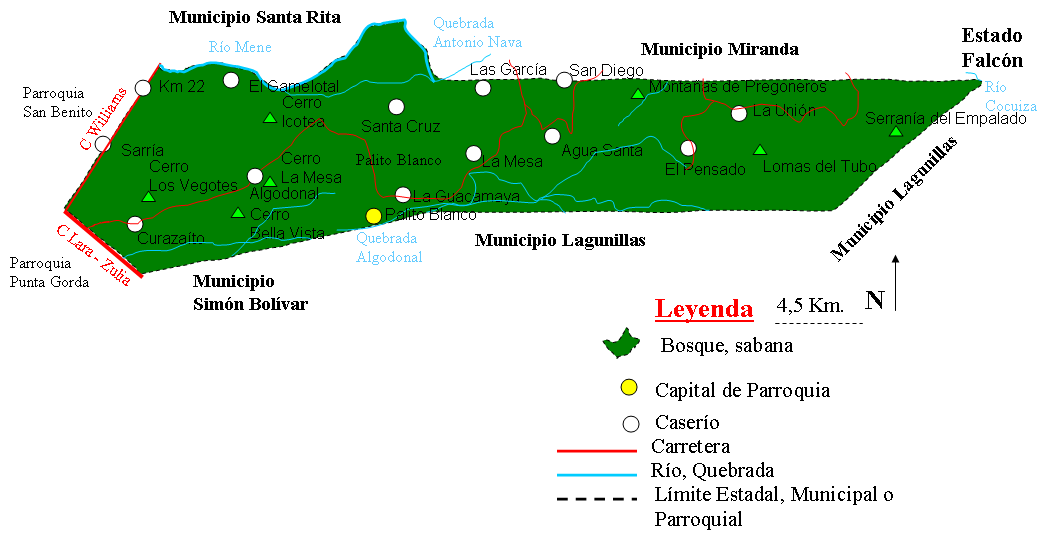
Carte de la paroisse civile.

La paroisse civile occupe les deux tiers orientaux de la municipalité qui s'étend en bandeau d'ouest en est depuis les rives du lac Maracaibo jusqu'à l'État de Falcón.